# 五月の蝿/ラストバージン
「五月の蝿/ラストバージン」（ごがつのはえ/ラストバージン）は、RADWIMPSの通算16枚目のシングル。2013年10月16日にユニバーサルミュージック内のレーベル、EMI Records Japanから発売された。

## 概要
前作「ドリーマーズ・ハイ」から約7か月ぶりのリリースとなる、両A面シングルである。
収録曲のうち「ラストバージン」と「にっぽんぽん」は9月15日に宮城で行われた野外ライブ「青とメメメ」のステージにて初披露され、「五月の蝿」は9月16日0:00から9月17日0:00までの24時間限定で、ストリーミング配信が実施された。
CDジャケットは「ドリーマーズ・ハイ」と同じく、KYOTAROによるものである。
また、2014年には全国ツアーが開催され、初回生産分にはツアーチケットの先行抽選受付案内が封入された。
カップリングの「にっぽんぽん」は、2006年にリリースしたシングル『有心論』のカップリングである「ジェニファー山田さん」以来約7年ぶりの味噌汁'sの楽曲となっている。

## チャート成績
約4.3万枚売り上げて2013年10月28日付オリコンチャートで週間3位を獲得した。

## ミュージック・ビデオ
五月の蝿
監督：柿本ケンサク
血のような液体が白い部屋中に撒き散らされる中で、メンバーが演奏するシーンや、大勢の女子学生が並ぶシーンなどを中心に構成されている。
2013年12月15日にYouTubeで公開された。
ラストバージン
監督：田辺秀伸
曲の世界観が可視化され、幻想的かつ幸福感に満ち溢れた作品となっている。2013年11月13日にYouTubeで公開された。

## 収録内容
| 全作詞・作曲: 野田洋次郎、全編曲: RADWIMPS。 |                            |            |            |      |
| #                                            | タイトル                   | 作詞       | 作曲・編曲 | 時間 |
| 1.                                           | 「五月の蠅」               | 野田洋次郎 | 野田洋次郎 | 5:06 |
| 2.                                           | 「ラストバージン」         | 野田洋次郎 | 野田洋次郎 | 6:41 |
| 3.                                           | 「にっぽんぽん」(味噌汁's) | 野田洋次郎 | 野田洋次郎 | 4:53 |
| 合計時間:                                    | 合計時間:                  | 16:41      |            |      |